# Gaëtan de Rosnay
Pour les articles homonymes, voir de Rosnay.
 (août 2015).
Si vous disposez d'ouvrages ou d'articles de référence ou si vous connaissez des sites web de qualité traitant du thème abordé ici, merci de compléter l'article en donnant les références utiles à sa vérifiabilité et en les liant à la section « Notes et références ».
Louis Eugène Gaëtan Fromet de Rosnay, dit Gaëtan de Rosnay, né à l'île Maurice le 17 mai 1912 et mort le 19 octobre 1992 à Bussy-le-Repos (Yonne), est un peintre franco-mauricien.

## Un peintre, un style
Gaëtan de Rosnay naît à Curepipe, à l'Île Maurice, d'un père planteur sucrier, Eugène de Rosnay, et de son épouse, née Simone Martin. Sa famille  paternelle (Fromet de Rosnay) qui est originaire de Champagne et de l'Yonne s'est installée à l'île Maurice au XIXe siècle. Gaëtan de Rosnay a passé sa vie entre son île natale de l'Océan Indien et la France, où il arrive à l'âge de deux ans, en août 1914, quand son père se rend à Paris pour se mettre au service des forces de réserve françaises. Il fait ses études secondaires à Paris au collège jésuite Franklin, puis à l'école Gerson. Gaëtan de Rosnay retourne à l'île Maurice, en 1934, travailler dans la plantation familiale, jusqu'en 1939. Il travaille aussi le dessin avec le peintre Max Boullé. 
À l'instigation du peintre de la Marine Jean-Gabriel Daragnès, de passage à l'île Maurice, qui remarque son talent, il entre à l'atelier de l'affichiste Paul Colin, à Paris. Il passe toute l'occupation en France et, à la Libération, fait partie du noyau des peintres de la Nouvelle École de Paris qui donnent vie à une nouvelle forme d'art figuratif, représentée notamment par ceux qui exposent au Salon de la Jeune Peinture, fondée par le peintre Paul Rebeyrolle, et dont il est élu vice-président : Paul Aïzpiri, Maurice Boitel, Yves Brayer, Bernard Buffet, Jean Commère, Michel de Gallard, Pierre-Henry, Daniel du Janerand, Jean Jansem, Robert Savary, Maurice Verdier, etc.
Il revient à partir des années 1950 séjourner plusieurs mois par an dans son île natale. Ses tableaux s'inspirent des paysages mauriciens avec des marines (Grand Baie, Voiles à l'île Maurice, etc.) Le Pieterboth, des marchés, des lavandières, des scènes de chasse, etc. Il fait la connaissance à cette époque de son compatriote Malcolm de Chazal. À partir de la fin des années 1960, il fait aussi des séjours hivernaux dans les Grisons (Suisse), où il finit par acquérir un petit chalet à Klosters. Là aussi, il peint des paysages de montagnes dans des couleurs de plus en plus vives. Une exposition personnelle lui est consacrée au centre culturel français à Maurice en 1983. Il séjourne deux mois par an à Maurice dans les années 1980. Il y fait un dernier séjour en 1990. Il meurt dans sa maison de l'Yonne où il demeurait au printemps et à l'automne.

## Une œuvre en évolution
Si, dans les années 1930, sa peinture conserve un caractère encore très proche de la réalité, révélant ses qualités de dessinateur (Le Vieil Indien, 1934), il évolue progressivement vers un mode stylisé où prédomine une forme géométrique dans laquelle il insère ses personnages ou ses paysages (La Couturière 1942)

Ses œuvres des années 1950 s'illustrent par la tendance au misérabilisme dans le sillage de Francis Gruber et Bernard Buffet, avec Françoise Adnet, Philippe Cara Costea, André Minaux, Paul Rebeyrolle, etc. ; puis sa palette s'enrichit. Son exposition de 1959 à la Galerie Lorenceau marque une étape à son retour d'un voyage de deux ans à l'île Maurice. À partir des années 1960, il tend à superposer sur un dessin figuratif des formes dominantes d'ombre et de lumière, très colorées : Les Champs-Élysées, 1960, Les Musiciens, 1966, Palais du gouvernement, île Maurice, 1973.

## Liens familiaux
De son épouse Natacha, née Koltchine (1914-2005), Gaëtan de Rosnay a eu trois enfants : Zina (épouse Dotézac), Joël de Rosnay et Arnaud de Rosnay (1946-1984).

## Salons
- Sociétaire du Salon d'automne, du Salon de la Société nationale des beaux-arts,
- Vice-président fondateur du Salon de la Jeune Peinture,
- Cofondateur du Salon des peintres témoins de leur temps,
- Invité permanent du Salon Comparaisons, du Salon du dessin et de la peinture à l'eau, et du Salon Terre latine,
- Exposant régulier du Salon des indépendants,
- Vice-président du salon de Romans,
- Exposant au salon de Baugé.

## Récompenses
- 1951 : prix Antral
- 1956 : prix Pierre Puvis de Chavannes décerné par la Société nationale des beaux-arts

## Expositions
Principales expositions particulières
- Galerie Roux-Hentschel (Paris)
- Galerie Suillerot (Paris, 1955)
- Bianchini Gallery (New-York)
- Galerie Lorenceau (Paris, 1959, 1961)

Expositions à l'étranger
Japon, Norvège, Allemagne, Angleterre, Russie, Ukraine, États-Unis, Île Maurice, Italie
Rétrospectives
Les Insoumis de l'art moderne - Paris, les années 1950, Musée Mendjisky-Écoles de Paris, Paris, octobre-décembre 2016.

## Réception critique
L'œuvre de Gaëtan de Rosnay a été commentée par Jean Carzou, Edgar Morin, Lucien Fontanarosa, Loys Masson, Pierre Descargues, Jean Bouret, Malcolm de Chazal, Freddy Noël.[réf. nécessaire]